# Holzleuchtturm Kronstadt
Der Holzleuchtturm Kronstadt (russisch Деревянный маяк Derewjanny majak) ist das hintere Licht des Richtfeuers für die Einfahrt zum Hafen.
Sein rotes Signal ist nur auf der Bereichslinie um 91,3° sichtbar. Das vordere Leuchtfeuer liegt 760 Meter westlich auf einen Turm im Wasser der Newabucht.
Der Holzleuchtturm ist eines von mehreren Leuchtfeuern im Bereich der Insel Kotlin, die die Zufahrt zum Hafen von Sankt Petersburg absichern.
Der weiße Leuchtturm befindet sich am Pier neben dem Petrowskikanal (russisch Петровский канал), der den Handelshafen (russisch Купеческая гавань Kupetscheskaja gawan) vom Mittelhafen Kronstadts trennt.
Das Hauptmerkmal dieses 29 Meter hohen Leuchtturms ist, dass er im Gegensatz zu den meisten anderen ähnlichen Strukturen nicht aus Stein, sondern aus Holzfachwerk gebaut und mit Holzbrettern verkleidet wurde. Oben ist eine Galerie mit dem Lampenhaus. Dieser Leuchtturm hat nie einen offiziellen Namen erhalten, daher heißt er allgemein „der hölzerne Leuchtturm“.
Ein Teil des Piers mit der Ausstellung von Seekriegsgerät ist frei zugänglich, so dass man den Leuchtturm leicht erreichen kann. Er ist Ausflugsziel und beliebter Hintergrund für Hochzeitsfotos.
In unmittelbarer Nähe befindet sich das Mareografengebäude. Das Nullniveau des Kronstädter Pegels ist die Bezugshöhe für das Höhensystem Russlands und fast aller europäischen Staaten der ehemaligen UdSSR.

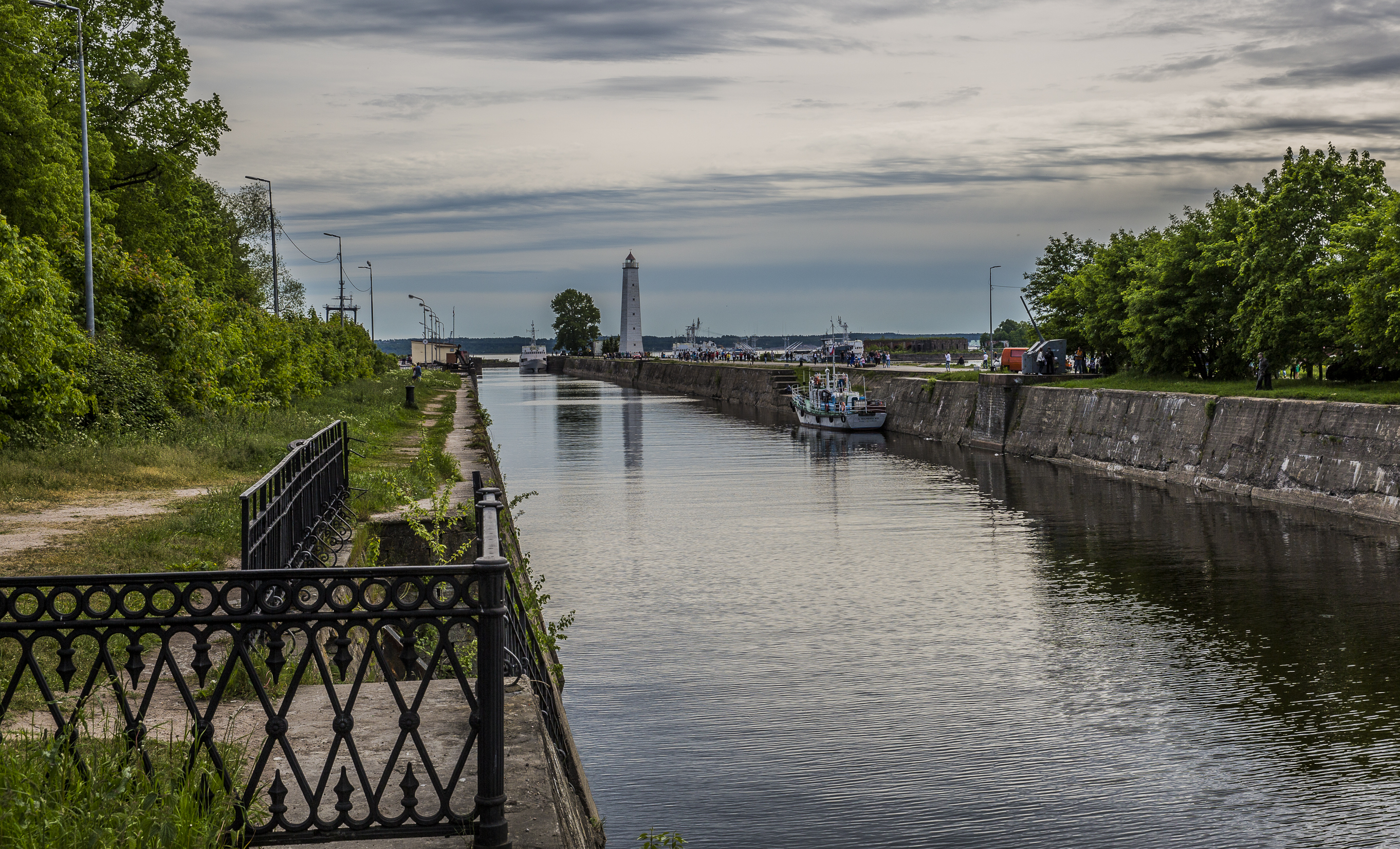
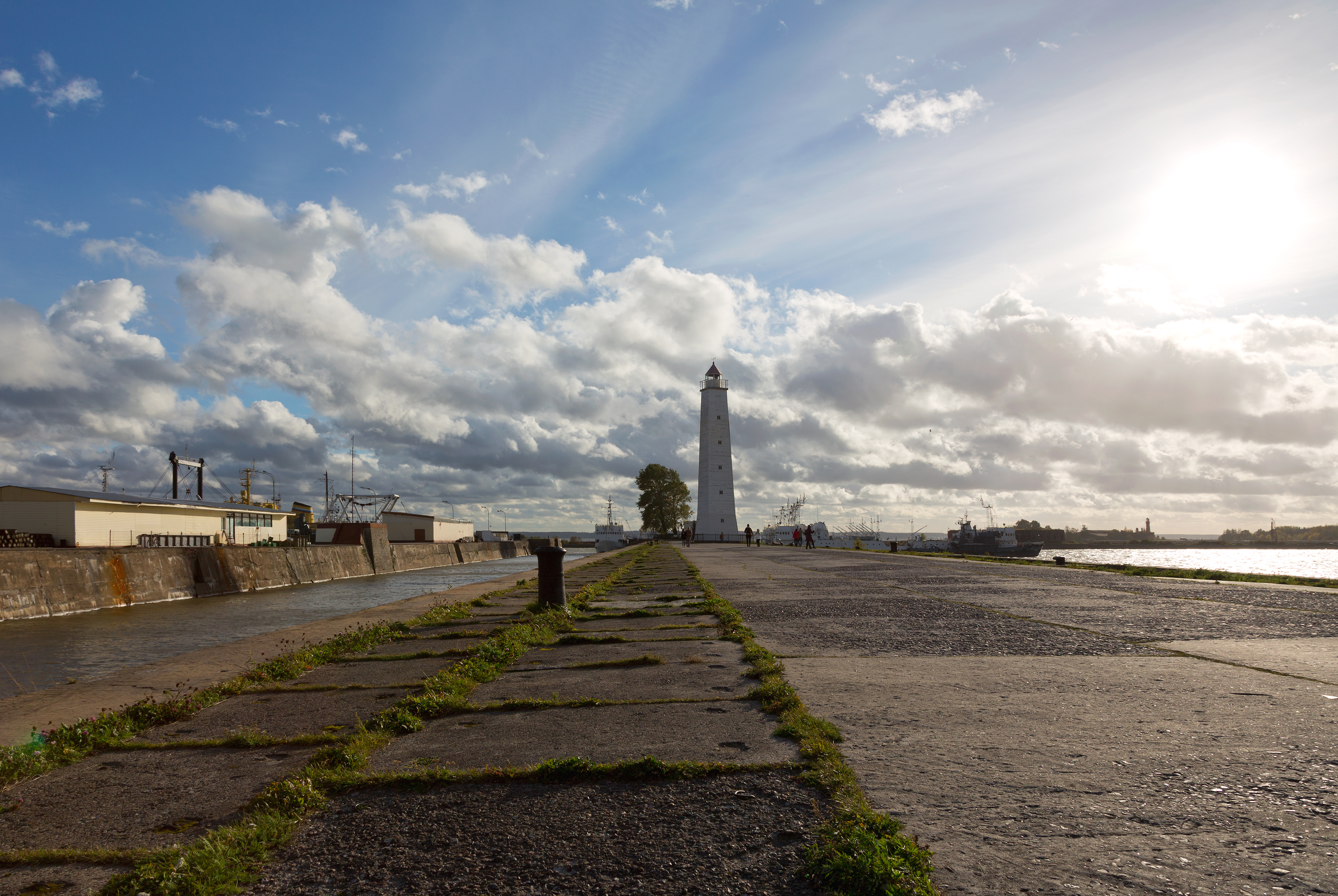
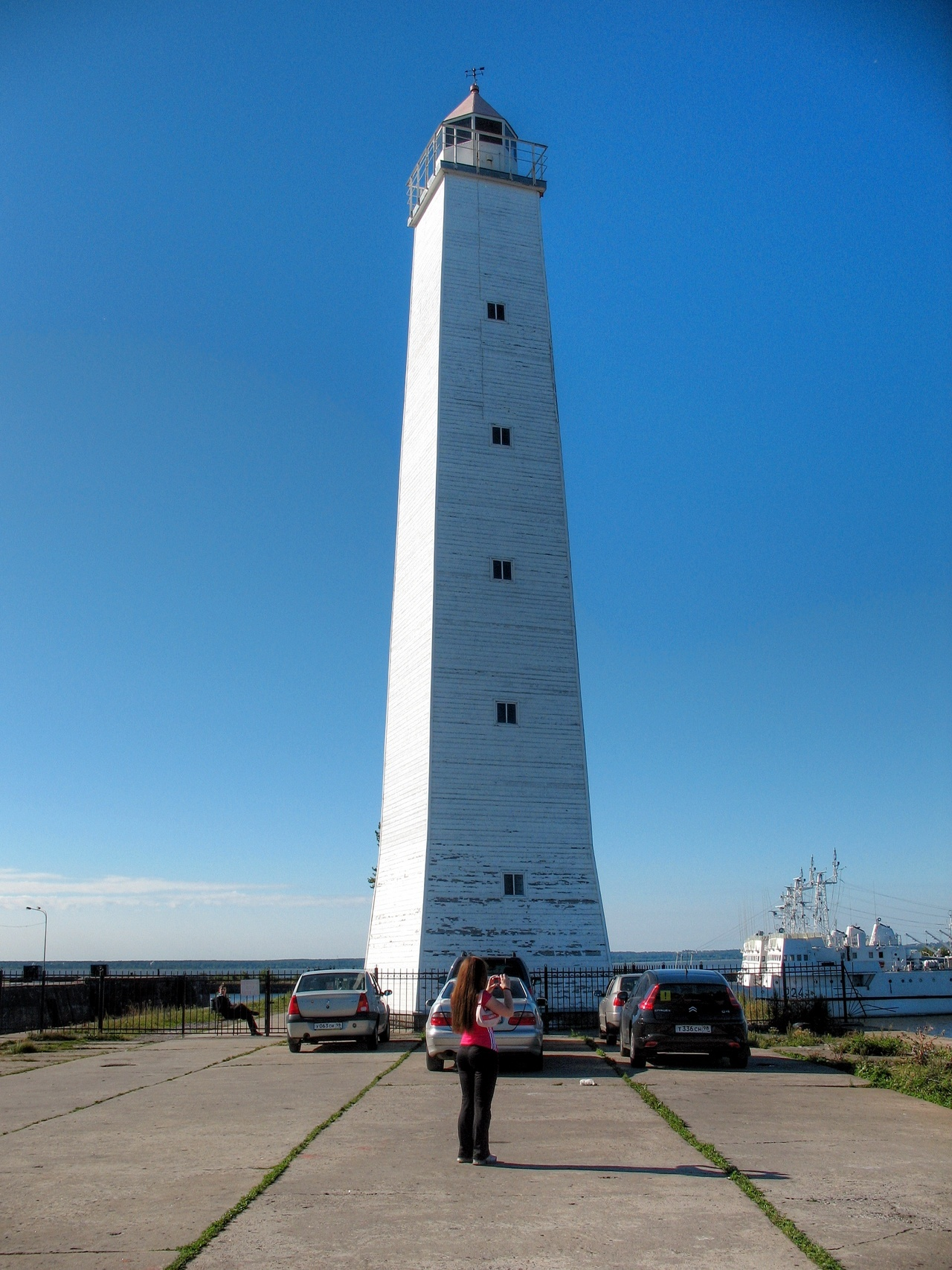

## Richtfeuerlinie
Teil der Richtfeuerlinie  ist das Kronstädter Unterfeuer. Das Oberfeuer ist 1930 m vom Unterfeuer entfernt. Diese Linie leitet auf ≈91,5° die Schiffe in den Hafen und sind 24 Stunden in Betrieb.
| Richtfeuer | Richtfeuer             | Positionskordinaten                            | Kennung                                        | Reichweite                                     | Höhe                                           | Feuerhöhe                                      | UKHO # NGA #                                   |                                                |
| ---------- | ---------------------- | ---------------------------------------------- | ---------------------------------------------- | ---------------------------------------------- | ---------------------------------------------- | ---------------------------------------------- | ---------------------------------------------- | ---------------------------------------------- |
|            | Kronstädter Unterfeuer | 59° 59′ 3″ N, 29° 44′ 54″ O                    | Fl.R. 2,5s 0.5+(2) 91°–92°                     | 6 sm (11,1 km)                                 | 49 ft (14,9 m)                                 | 53 ft (16,2 m)                                 | C4020 13024                                    | [ 6 ] [ 7 ]                                    |
|            | Oberfeuer              | siehe Infobox rechts: Holzleuchtturm Kronstadt | siehe Infobox rechts: Holzleuchtturm Kronstadt | siehe Infobox rechts: Holzleuchtturm Kronstadt | siehe Infobox rechts: Holzleuchtturm Kronstadt | siehe Infobox rechts: Holzleuchtturm Kronstadt | siehe Infobox rechts: Holzleuchtturm Kronstadt | siehe Infobox rechts: Holzleuchtturm Kronstadt |